# The Rocking Horse Winner
Pour plus de détails, voir Fiche technique et Distribution.
The Rocking Horse Winner est un film britannique réalisé par Anthony Pélissier, sorti en 1949.

## Synopsis
Un jeune garçon peut prédire les gagnants des courses de chevaux lorsqu'il est sur son cheval à bascule.

## Fiche technique
- Titre original : The Rocking Horse Winner
- Réalisation : Anthony Pélissier
- Scénario : Anthony Pélissier, d'après la nouvelle de D. H. Lawrence
- Photographie : Desmond Dickinson
- Montage : John Seabourne
- Musique : William Alwyn
- Direction artistique : Carmen Dillon
- Costumes : Fred Pridmore
- Son : John W. Mitchell, George Croll
- Montage son : Harry Miller
- Producteur : John Mills
- Producteur exécutif : Earl St. John
- Société de production : Two Cities Films
- Société de distribution : General Film Distributors
- Pays d'origine :  Royaume-Uni
- Langue originale : anglais
- Format : Noir et blanc  — 35 mm — 1,37:1 — son mono
- Genre : Film fantastique
- Durée : 91 minutes
- Dates de sortie :
  -  Royaume-Uni : 30 novembre 1949
  -  États-Unis : 8 juin 1950 (New York City, New York)

## Distribution
- Valerie Hobson : Hester Grahame
- John Howard Davies : Paul Grahame
- Ronald Squire : Oscar Cresswell
- John Mills : Bassett
- Hugh Sinclair : Richard Grahame
- Charles Goldner : M. Tsaldouris
- Susan Richards : Nannie